# Sofia Augusta di Holstein-Gottorp
Sofia Augusta di Holstein-Gottorp (Gottorp, 5 dicembre 1630 – Coswig, 12 dicembre 1680) era figlia di Federico III, duca di Holstein-Gottorp dal 1616 al 1659, e di Maria Elisabetta di Sassonia.

## Biografia
Venne data in sposa a Giovanni VI, principe di Anhalt-Zerbst dal 1621. Le nozze vennero celebrate a Gottorp il 16 settembre 1649.
Alla morte del marito, avvenuta a Zerbst il 4 aprile 1667, il principato venne ereditato da loro figlio Carlo Guglielmo, che aveva quindici anni. La reggenza del principe fu retta da Sofia Augusta fino al raggiungimento della maggiore età da parte del figlio.
Si devono a lei i lavori che tra 1670 e il 1675 diedero al castello di Coswig, ove si era trasferita, l'impostazione di un edificio barocco.

## Discendenza
Diede al marito dodici figli e l'erede del principato:
- Giovanni Federico (Zerbst, 11 ottobre 1650-Zerbst, 13 marzo 1651);
- Giorgio Rodolfo (Zerbst, 8 settembre 1651-Zerbst, 26 febbraio 1652);
- Carlo Guglielmo (Zerbst, 16 ottobre 1652-Zerbst, 8 novembre 1718), che sposò Sofia di Sassonia-Weissenfels;
- Antonio Gunther (Zerbst, 11 novembre 1653-Zerbst, 10 dicembre 1714), che sposò Augusta Antonia Marschall di Biberstein;
- Giovanni Adolfo (Zerbst, 2 dicembre 1654-Zerbst, 19 marzo 1726);
- Giovanni Luigi I (Zerbst, 4 maggio 1656-Dornburg (Gommern), 1º novembre 1704), che sposò Cristina Eleonora di Zeutsch;
- Gioacchino Ernesto (Zerbst, 30 luglio 1657-Zerbst, 4 giugno 1658);
- Maddalena Sofia (Zerbst, 31 ottobre 1658-Zerbst, 30 marzo 1659);
- Federico (Zerbst, 11 luglio 1660-Zerbst, 24 novembre 1660);
- Edvige Maria (Zerbst, 30 gennaio 1662-Zerbst, 30 giugno 1662);

Stemma di Anhalt.

- Sofia Augusta (Zerbst, 9 marzo 1663-Weimar, 14 settembre 1694), che sposò il duca di Giovanni Ernesto III di Sassonia-Weimar;
- una bambina (12 febbraio 1664);
- Alberto (Zerbst, 12 febbraio 1665);
- Augusto (Zerbst, 23 agosto 1666-Zerbst, 7 aprile 1667).

## Ascendenza
|                                     |                         |                                     | Genitori                          |  |  | Nonni |  |  | Bisnonni                   |  |  | Trisnonni               |  |
|                                     |                         |                                     |                                   |  |  |       |  |  | Adolfo di Holstein-Gottorp |  |  | Federico I di Danimarca |  |
|                                     |                         |                                     |                                   |  |  |       |  |  | Adolfo di Holstein-Gottorp |  |  | Federico I di Danimarca |  |
|                                     |                         | Sofia di Pomerania                  |                                   |  |  |       |  |  | Adolfo di Holstein-Gottorp |  |  |                         |  |
| Giovanni Adolfo di Holstein-Gottorp |                         |                                     |                                   |  |  |       |  |  | Adolfo di Holstein-Gottorp |  |  |                         |  |
|                                     |                         | Cristina d'Assia                    | Filippo I d'Assia                 |  |  |       |  |  |                            |  |  |                         |  |
|                                     |                         | Cristina d'Assia                    | Filippo I d'Assia                 |  |  |       |  |  |                            |  |  |                         |  |
|                                     |                         | Cristina d'Assia                    | Cristina di Sassonia              |  |  |       |  |  |                            |  |  |                         |  |
| Federico III di Holstein-Gottorp    |                         | Cristina d'Assia                    |                                   |  |  |       |  |  |                            |  |  |                         |  |
|                                     |                         | Federico II di Danimarca            | Cristiano III di Danimarca        |  |  |       |  |  |                            |  |  |                         |  |
|                                     |                         | Federico II di Danimarca            | Cristiano III di Danimarca        |  |  |       |  |  |                            |  |  |                         |  |
|                                     |                         | Federico II di Danimarca            | Dorotea di Sassonia-Lauenburg     |  |  |       |  |  |                            |  |  |                         |  |
| Augusta di Danimarca                |                         | Federico II di Danimarca            |                                   |  |  |       |  |  |                            |  |  |                         |  |
|                                     |                         | Sofia di Meclemburgo-Güstrow        | Ulrico III di Meclemburgo-Güstrow |  |  |       |  |  |                            |  |  |                         |  |
|                                     |                         | Sofia di Meclemburgo-Güstrow        | Ulrico III di Meclemburgo-Güstrow |  |  |       |  |  |                            |  |  |                         |  |
|                                     |                         | Sofia di Meclemburgo-Güstrow        | Elisabetta di Danimarca           |  |  |       |  |  |                            |  |  |                         |  |
| Sofia Augusta di Holstein-Gottorp   |                         | Sofia di Meclemburgo-Güstrow        |                                   |  |  |       |  |  |                            |  |  |                         |  |
|                                     | Cristiano I di Sassonia | Augusto I di Sassonia               |                                   |  |  |       |  |  |                            |  |  |                         |  |
|                                     | Cristiano I di Sassonia | Augusto I di Sassonia               |                                   |  |  |       |  |  |                            |  |  |                         |  |
|                                     | Cristiano I di Sassonia | Anna di Danimarca                   |                                   |  |  |       |  |  |                            |  |  |                         |  |
| Giovanni Giorgio I di Sassonia      | Cristiano I di Sassonia |                                     |                                   |  |  |       |  |  |                            |  |  |                         |  |
|                                     |                         | Sofia di Brandeburgo                | Giovanni Giorgio di Brandeburgo   |  |  |       |  |  |                            |  |  |                         |  |
|                                     |                         | Sofia di Brandeburgo                | Giovanni Giorgio di Brandeburgo   |  |  |       |  |  |                            |  |  |                         |  |
|                                     |                         | Sofia di Brandeburgo                | Sabina di Brandeburgo-Ansbach     |  |  |       |  |  |                            |  |  |                         |  |
| Maria Elisabetta di Sassonia        |                         | Sofia di Brandeburgo                |                                   |  |  |       |  |  |                            |  |  |                         |  |
|                                     |                         | Alberto Federico di Prussia         | Alberto I di Prussia              |  |  |       |  |  |                            |  |  |                         |  |
|                                     |                         | Alberto Federico di Prussia         | Alberto I di Prussia              |  |  |       |  |  |                            |  |  |                         |  |
|                                     |                         | Alberto Federico di Prussia         | Anna Maria di Brunswick-Lüneburg  |  |  |       |  |  |                            |  |  |                         |  |
| Maddalena Sibilla di Hohenzollern   |                         | Alberto Federico di Prussia         |                                   |  |  |       |  |  |                            |  |  |                         |  |
|                                     |                         | Maria Eleonora di Jülich-Kleve-Berg | Guglielmo di Jülich-Kleve-Berg    |  |  |       |  |  |                            |  |  |                         |  |
|                                     |                         | Maria Eleonora di Jülich-Kleve-Berg | Guglielmo di Jülich-Kleve-Berg    |  |  |       |  |  |                            |  |  |                         |  |
|                                     |                         | Maria Eleonora di Jülich-Kleve-Berg | Maria d'Asburgo                   |  |  |       |  |  |                            |  |  |                         |  |
|                                     |                         | Maria Eleonora di Jülich-Kleve-Berg |                                   |  |  |       |  |  |                            |  |  |                         |  |